# Дифференциальная энтропия
Дифференциальная энтропия (относительная энтропия, энтропия непрерывной случайной величины) — обобщение понятия информационной энтропии для случая непрерывной случайной величины. В теории информации интерпретируется как средняя информация непрерывного источника. 

## Формула дифференциальной энтропии
В случае одномерной случайной величины дифференциальная определяется по формуле:
{\displaystyle H(X)=-\int \limits _{-\infty }^{+\infty }{f(x)\log _{2}f(x)dx}}
где {\displaystyle f(x)} — плотность распределения случайной величины {\displaystyle X}. 
Дифференциальная энтропия, в отличие от энтропии дискретной случайной величины, неинвариантна к преобразованию координат.
Дифференциальную энтропию можно определить как разность энтропий двух отличающих на бесконечно малую величину квантованных значений случайной величины, имеющей равномерное распределение на интервале, равном единице. Отсюда название энтропии — дифференциальная, то есть разностная.       

## Условная дифференциальная энтропия
Условная дифференциальная энтропия для случайной величины {\displaystyle X} при заданной случайной величине {\displaystyle Y} определяется по формуле:
{\displaystyle H(X|Y)=-\int \int \ {f_{XY}(x,y)\log _{2}f_{X}(x|y)}dxdy,}
где {\displaystyle f_{XY}(x,y)} — совместная плотность вероятности случайных величин {\displaystyle X} и {\displaystyle Y}, {\displaystyle f_{X}(x|y)} — условная плотность вероятности случайной величины {\displaystyle X} при заданном значении случайной величины {\displaystyle Y}.   
Безусловная и условная дифференциальные энтропии могут быть как положительными, так и отрицательными величинами.
Для дифференциальной энтропии справедливы равенства, аналогичные для энтропии дискретного источника:
{\displaystyle H({X|Y})\leq H(X)} (для независимых случайных величин — равенство)
{\displaystyle H(XY)=H(X)+H(Y|X)=H(Y)+H(X|Y)}.

## Примеры дифференциальных энтропий
- Случайная величина {\displaystyle X} имеет равномерное распределение на интервале {\displaystyle [a,b]}:

{\displaystyle f(x)=\left\{{\begin{matrix}{\dfrac {1}{b-a}},&x\in [a,b]\\0,&x\not \in [a,b]\end{matrix}}\right.}
В этом случае дифференциальная энтропия принимает максимальное значение среди всех распределений случайных величин, значения которых находятся в интервале {\displaystyle [a,b]}, равное {\displaystyle H(X)=\log _{2}(b-a)}. 
- Случайная величина {\displaystyle X} имеет нормальное распределение на интервале {\displaystyle (-\infty ,\infty )}:

{\displaystyle f(x)={\frac {1}{{\sqrt {2\pi }}\sigma }}e^{-{\frac {1}{2}}\left({\frac {x-\mu }{\sigma }}\right)^{2}}}.
В этом случае дифференциальная энтропия принимает максимальное значение среди всех распределений случайных величин, значения которых находятся в интервале {\displaystyle (-\infty ,\infty )}, равное {\displaystyle H(X)=\log _{2}({\sqrt {2\pi e}}\sigma )}.
- Случайная величина {\displaystyle X} имеет экспоненциальное распределение на интервале {\displaystyle [0,\infty )}:

{\displaystyle f_{X}(x)={\begin{cases}\lambda \,e^{-\lambda x},&x\geq 0,\\0,&x<0.\end{cases}}}.
В этом случае дифференциальная энтропия принимает максимальное значение среди всех распределений случайных величин, значения которых находятся в интервале {\displaystyle [0,\infty )}, равное {\displaystyle H(X)=1-\log _{2}(\lambda )}.